# Scutellaria taipeiensis
Scutellaria taipeiensis là một loài thực vật có hoa trong họ Hoa môi. Loài này được T.C.Huang, A.Hsiao & M.J.Wu mô tả khoa học đầu tiên năm 2003.